# Mead (Washington)
Mead es un área no incorporada ubicada en el condado de Spokane en el estado estadounidense de Washington.

## Geografía
Mead se encuentra ubicado en las coordenadas 47°46′3″N 117°21′18″O / 47.76750, -117.35500.